# Javier Caballero Martínez
Javier Caballero Martínez (Pamplona, 13 de septiembre de 1961) es abogado y ha sido político de UPN que se ha desempeñado como parlamentario en el Parlamento de Navarra y como Vicepresidente y Consejero del Gobierno de Navarra.
Licenciado en Derecho por la Universidad de Navarra en 1984, es abogado de profesión.
Fue Secretario (1997-199) y Decano del Muy Ilustre Colegio de Abogados de Pamplona (1999-2003). Consejero (1999-2003) y Tesorero (2000-2003) del Consejo General de la Abogacía Española. Es desde febrero de 2012, reelegido en 2017 y 2022, Consejero electivo del Consejo General de la Abogacía Española.
Ha sido Presidente de la sociedad pública Audenasa (Autopistas de Navarra, S.A.) (2000-2004).
Es hijo del concejal de Pamplona Tomás Caballero, asesinado por ETA.
Fue Consejero de Presidencia, Justicia e Interior del Gobierno de Navarra durante las legislaturas 2003-2007 y 2007-2011 y Vicepresidente Primero del Gobierno de Navarra durante la legislatura 2007-2011. Diputado en el Parlamento de Navarra de 2007 a 2015, en las VII y VIII legislatura de Navarra.